# Cinderella switch
「Cinderella switch」（シンデレラ スイッチ）は、2020年9月27日から2023年4月22日にかけてメタバース・VARKにて開催された、女性バーチャルYouTuberグループ・ホロライブのバーチャルライブ。2020年および2021年に開催された「VARK Presents. hololive Virtual LIVE series in VARK『Cinderella switch ～ふたりでみるホロライブ～』」（以下「ふたりでみる」）、2021年に開催された「VARK Presents. hololive Virtual LIVE series in VARK『Cinderella switch -new act- ～ふたりでつくるホロライブ～』」（以下「ふたりでつくる」）、2022年に開催された「VARK Presents. hololive Virtual LIVE series in VARK『Cinderella switch ～みんなでつくるホロライブ～』」（以下「みんなでつくる」）、2023年に開催された「VARK Presents. hololive Virtual LIVE series in VARK『Cinderella switch ～ふたりでうたうホロライブ～』」（以下「ふたりでうたう」）の4シリーズからなり、1つの公演につき2名のホロライブの所属タレントが出演する。

## 公演一覧・セットリスト

### 「ふたりでみる」、「ふたりでつくる」、「みんなでつくる」
本3シリーズの各公演は、ライブが行われる「1部」および「2部」と、トークイベントが行われる「3部（アフタートーク）」からなり、「1部」が17時から18時、「2部」が18時から19時、「3部」が19時以降に行われた。このうちライブは、出演タレントのうちの1名がライブを行っている間にもう1名が視聴者の隣でライブを観る方式をとっており、「1部」と「2部」ではライブを行う者（以下「主演」）とライブを観る者（以下「連番者」）が入れ替わる。「ふたりでみる」のライブは、主演が自身のライブ構成（セットリスト、方向性、演出）を決める、「ふたりでつくる」のライブは、主演のライブ構成を連番者が決める、「みんなでつくる」のライブは、MCのトークテーマ、「ガチ恋距離でやって欲しいこと」、セットリストの一部を視聴者から募集した意見を元に決めるといった特徴を持つ。下記の表内のセットリストは、左列が「1部」で右列が「2部」のものである。
| 1. 「劣等上等」 2. 「獣ゆく細道」 3. 「アウトサイダー」 4. 「アディショナルメモリー」 5. 「ゴーストルール」 |  | 1. 「ラムのラブソング」 2. 「天国と地獄」 3. 「サウダージ」 4. 「御旗のもとに」 5. 「Ahoy!! 我ら宝鐘海賊団☆」 |

| 1. 「グラーヴェ」 2. 「狂乱 Hey Kids!!」 3. 「さよならエレジー」 4. 「GIRAFFE BLUES」 5. 「brilliant」 |  | 1. 「オトノナルホウヘ→」 2. 「Independence」 3. 「エヴリデイドリーム」 4. 「Stay Alive」 5. 「KING」 |

| 1. 「ドレミファロンド」 2. 「Sheep 〜song of teenage love soldier〜」 3. 「Rising Hope」 4. 「ファンサ」 5. 「コネクト」 |  | 1. 「ルミナス」 2. 「Reckless fire」 3. 「この指とまれ」 4. 「ガチャガチャへるつ・ふぃぎゅ@ラジオ」 5. 「schwarzweiβ ～霧の向こうに繋がる世界～」 |

| 1. 「ワイワイワールド」 2. 「動く、動く」 3. 「ドレミファロンド」 4. 「パプリカ」 5. 「ルカルカ★ナイトフィーバー」 |  | 1. 「Shiny Smily Story」 2. 「S(mile)ING!」 3. 「U&I」 4. 「おじゃま⾍」 5. 「ファンサ」 |

| 1. 「桜のあと (all quartets lead to the?)」 2. 「青空のラプソディ」 3. 「UNION」 4. 「パレード」 5. 「吹雪」 |  | 1. 「夢見る空へ」 2. 「ETERNAL BLAZE」 3. 「白金ディスコ」 4. 「灰色と青」 5. 「あすいろClearSky」 |

| 1. 「私、アイドル宣言」 2. 「コネクト」 3. 「God knows」 4. 「crossing field」 5. 「Shiny Smily Story」 |  | 1. 「irony」 2. 「約束はいらない」 3. 「Los! Los! Los!」 4. 「エドの国」 5. 「ひとつのくもり」 |

| 1. 「本日、満開ワタシ色!」 2. 「OTAHEN アンセム」 3. 「地球最後の告白を」 4. 「パート・オブ・ユア・ワールド」 5. 「うまるん体操」 |  | 1. 「回レ!雪月花」 2. 「ユニバーサル・バニー」 3. 「ヒバナ」 4. 「ゴーストルール」 5. 「エンヴィーベイビー」 |

| 1. 「Booo!」 2. 「君色に染まる」 3. 「少女レイ」 4. 「エンジェルフィッシュ」 5. 「おじゃま虫」 |  | 1. 「ようこそジャパリパークへ」 2. 「太陽少女」 3. 「Fantastic future」 4. 「Sincerely」 5. 「愛言葉Ⅲ」 |

| 1. 「adrenaline!!!」 2. 「ドキッ!こういうのが恋なの?」 3. 「にんじゃりばんばん」 4. 「キラメキラリ」 5. 「私、アイドル宣言」 |  | 1. 「イェイ!イェイ!イェイ!」 2. 「Grip!」 3. 「小悪魔だってかまわない!」 4. 「アリシア」 5. 「Q&A リサイタル!」 |

| 1. 「Bluerose」 2. 「不協和音」 3. 「シル・ヴ・プレジデント」 4. 「ダーリンダンス」 5. 「青空のラプソディ」 |  | 1. 「Trancing Pulse」 2. 「狂乱 Hey Kids!!」 3. 「夜咄ディセイブ」 4. 「言って。」 5. 「サクラカゼ」 |

| 1. 「現状ディストラクション」 2. 「ジッタードール」 3. 「アカシア」 4. 「ボッカデラベリタ」 5. 「Catch the Moment」 |  | 1. 「ANIMA」 2. 「ヒバナ」 3. 「罪と罰」 4. 「ファンサ」 5. 「特者生存ワンダラダー!!」 |

| 1. 「気まぐれメルシィ」 2. 「食虫植物」 3. 「かぷっとNight☆Sky」 4. 「Suspect」 5. 「だってアタシのヒーロー。」 |  | 1. 「ダダダダ天使」 2. 「恋愛サーキュレーション」 3. 「ヒロインオーディション」 4. 「誇り高きアイドル」 5. 「シル・ヴ・プレジデント」 |

| 1. 「only my railgun」 2. 「生命線」 3. 「コネクト」 4. 「月の繭」 5. 「Lioness’ Pride」 |  | 1. 「おじゃま虫」 2. 「残響散歌」 3. 「TIT FOR TAT」 4. 「新宝島」 5. 「夢見る羊」 |

| 1. 「ミックスナッツ」 2. 「ファンサ」 3. 「誇り高きアイドル」 4. 「カタオモイ」 5. 「シル・ヴ・プレジデント」 |  | 1. 「白金ディスコ」 2. 「回る空うさぎ」 3. 「StaRt」 4. 「UNION」 5. 「セツナトリップ」 |

| 1. 「ベイビーダンス」 2. 「秘密の扉から会いにきて」 3. 「ワンダーステラ」 4. 「ユメヲカケル!」 5. 「RED HEART」 |  | 1. 「かくしん的☆めたまるふぉ〜ぜっ!」 2. 「好き!雪!本気マジック!」 3. 「群青」 4. 「青い珊瑚礁」 5. 「サクラカゼ」 |

| 1. 「ROCK-mode」 2. 「アシタハアタシノカゼガフク」 3. 「亡國覚醒カタルシス」 4. 「集結の園へ」 5. 「ペルソナ」 |  | 1. 「私、アイドル宣言」 2. 「いつも いつでも」 3. 「SKYSONAR」 4. 「心よ原始に戻れ」 5. 「だってアタシのヒーロー。」 |

### 「ふたりでうたう」
「ふたりでうたう」の各公演は、ライブが行われる「1部」と、トークイベントが行われる「2部（楽屋潜入トーク）」からなり、「1部」は18時から19時、「2部」は19時以降に行われた。このうち「1部」は、「みんなでつくる」以前のシリーズの公演のように出演タレントが主演と連番者に分かれる方式と、出演タレントの両名が主演を務める方式が混在している。2・3・6・7曲目では前者の方式、1・4・5・8曲目では後者の方式をとっており、このうち、2・6曲目では下記の表の列「出演タレント」の1人目、3・7曲目では2人目がそれぞれ主演を務める。
| # | 配信日         | 出演タレント                   |
| --- | -------------- | ------------------------------ |
| vol.1 | 2023年 1月28日 | 風真いろは、沙花叉クロヱ       |
| 1. 「マトリョシカ」 2. 「シル・ヴ・プレジデント」 3. 「ラムのラブソング」 4. 「白金ディスコ」 5. 「メンタルチェンソー」 6. 「シネマ」 7. 「ファンサ」 8. 「ポジティブ☆ダンスタイム」                       |                |                                |
| vol.2 | 2月25日        | 鷹嶺ルイ、アキ・ローゼンタール |
| 1. 「Preserved Roses」 2. 「名前のない怪物」 3. 「新時代」 4. 「聖少女領域」 5. 「ライオン」 6. 「オーバード」 7. 「ROSE of the LAMP」 8. 「チューリングラブ feat.Sou」                                    |                |                                |
| vol.3 | 3月25日        | 桃鈴ねね、夜空メル             |
| 1. 「ダダダダ天使」 2. 「S(mile)ING!」 3. 「花の塔」 4. 「メンヘラじゃないもん!」 5. 「ヒャダインのじょーじょーゆーじょー」 6. 「赤くならないで」 7. 「Ring-A-Linger」 8. 「ハッピーウエディング前ソング」 |                |                                |
| vol.4 | 4月22日        | 白銀ノエル、癒月ちょこ         |
| 1. 「ヒトリゴト」 2. 「恋愛サーキュレーション」 3. 「小悪魔だってかまわない!」 4. 「はっぴー」 5. 「ChocoLove」 6. 「おちゃめ機能」 7. 「KING」 8. 「愛言葉」                                              |                |                                |